# Idaho Falls
Idaho Falls é uma cidade localizada no estado americano do Idaho, no Condado de Bonneville.

## Geografia
De acordo com o United States Census Bureau, a cidade tem uma área de 59,05 km², dos quais 57,89 km² estão cobertos por terra e 1,17 km² cobertos por água.

### Localidades na vizinhança
O diagrama seguinte representa as localidades num raio de 24 km ao redor de Idaho Falls.

## Demografia
Segundo o censo nacional de 2010, a sua população é de 56 813 habitantes e sua densidade populacional é de 981 hab/km². É a quarta cidade mais populosa do estado. Possui 22 977 residências, que resulta em uma densidade de 396,93 residências/km².